# Matthias Van Steenberghe
Matthias Van Steenberghe, né le 8 octobre 1977, est un joueur de football belge reconverti en entraîneur. Il occupait le poste d'attaquant. Il a dû arrêter sa carrière en 2007 à la suite d'une grave blessure au genou. Depuis juillet 2012, il entraîne le KSKL Ternat, en Promotion.

## Carrière

### Débuts et deux titres à Malines
Matthias Van Steenberghe débute au FC Malines. Il joue son premier match officiel le 3 avril 1999 en déplacement au KFC Herentals. Deux jours plus tard, il inscrit son premier but face à Denderleeuw. En fin de saison, le club est champion de Division 2 et retrouve l'élite nationale. Le jeune attaquant fait ses débuts au plus haut niveau le 7 août 1999, lors de la journée inaugurale du championnat face au Standard de Liège. Rarement titularisé, il inscrit son premier but en Division 1 le 10 novembre 1999 et récidive dix jours plus tard. À la mi-décembre, il se blesse et reste éloigné des terrains durant plus de deux mois. Il rejoue à partir du mois de mars 2000 et dispute quelques bribes de matches jusqu'en fin de saison.
La saison suivante, Matthias Van Steenberghe n'a que peu d'occasions de jouer en championnat. Le plus souvent relégué sur le banc, voire en tribunes, il n'inscrit aucun but pendant la saison. En mai, le club est relégué en deuxième division après seulement deux années au plus haut niveau. Le joueur décide de rester malgré tout à Malines. Il entame la saison comme réserviste puis se blesse à nouveau grièvement au début du mois d'octobre 2001. Il ne remonte sur le terrain qu'en avril 2002 et est titularisé à trois reprises. Il remporte un nouveau titre de champion de Division 2 mais est ensuite placé sur la liste des transferts par la direction du club.

### Trois saisons gâchées par les blessures
Matthias Van Steenberghe quitte le FC Malines après quatre saisons et rejoint le KSV Ingelmunster, un autre club de Division 2. Il est le plus souvent titulaire dans son nouveau club et inscrit huit buts durant le championnat. En fin de saison, il décide de quitter le club et rejoint le SV Zulte Waregem. Malheureusement, il subit une grave blessure pour la troisième fois de sa carrière et ne débute avec sa nouvelle équipe que le 8 février 2004. En fin de saison, il est libre de quitter le club et s'engage à Denderleeuw, tout juste relégué en Division 3. À nouveau blessé, il joue son premier match le 16 janvier 2005. Il est le plus souvent réserviste durant le second tour de la compétition et durant l'été, il est transféré au KSV Sottegem, en Promotion.

### Fin de carrière prématurée en Promotion
Épargné par les blessures, Matthias Van Steenberghe obtient une place de titulaire dans son nouveau club et trouve le chemin des filets à neuf reprises durant sa première saison au club. Lors de la saison 2006-2007, il inscrit le même nombre de goals, aidant ainsi son équipe à décrocher le titre de champion dans sa série. Le joueur n'accompagne cependant pas ses coéquipiers en troisième division et signe à Sint-Paulus Opwijk, un autre pensionnaire du quatrième niveau national. Après quelques rencontres, il se blesse de nouveau sérieusement. Il décide alors de mettre un terme définitif à sa carrière de joueur.

### Les débuts comme entraîneur
Après sa retraite sportive, Matthias Van Steenberghe est nommé entraîneur-adjoint dans son dernier club. Lorsque l'entraîneur principal Alain Balis est licencié en octobre 2010, il est nommé à sa place ad interim puis reçoit un contrat de « T1 » au début du mois de novembre. Malgré les mauvais résultats du club les saisons suivantes et sa relégation en première provinciale en 2011, il conserve son poste. En mars 2012, il signe un contrat au KSKL Ternat, un club de Promotion, prenant cours au début de la prochaine saison.

## Palmarès
- 2 fois champion de Division 2 en 1999 et 2002 avec le FC Malines.
- 1 fois champion de Promotion en 2007 avec le KSV Sottegem

## Statistiques
| Saison                | Club                   | Championnat           | Championnat | Championnat | Coupe nationale | Coupe nationale | Coupe de la Ligue | Coupe de la Ligue | Total | Total |
| Saison                | Club                   | Division              | M.          | B.          | M.              | B.              | M.                | B.                | M.    | B.    |
| 1998-1999             | FC Malines             | Division 2            | 8           | 3           | 0               | 0               | 0                 | 0                 | 8     | 3     |
| 1999-2000             | FC Malines             | Jupiler Pro League    | 20          | 2           | 1               | 0               | 1                 | 0                 | 22    | 2     |
| 2000-2001             | FC Malines             | Jupiler Pro League    | 15          | 0           | 0               | 0               | 0                 | 0                 | 15    | 0     |
| 2001-2002             | FC Malines             | Division 2            | 6           | 0           | 0               | 0               | 0                 | 0                 | 6     | 0     |
| Sous-total            | Sous-total             | Sous-total            | 49          | 5           | 1               | 0               | 1                 | 0                 | 51    | 5     |
| 2002-2003             | KSV Ingelmunster       | Division 2            | 25          | 8           | 1               | 0               | 0                 | 0                 | 26    | 8     |
| Sous-total            | Sous-total             | Sous-total            | 25          | 8           | 1               | 0               | 0                 | 0                 | 26    | 8     |
| 2003-2004             | SV Zulte Waregem       | Division 2            | 7           | 0           | 0               | 0               | 0                 | 0                 | 7     | 0     |
| Sous-total            | Sous-total             | Sous-total            | 7           | 0           | 0               | 0               | 0                 | 0                 | 7     | 0     |
| 2004-2005             | KFC Denderleeuw EH     | Division 3            | 14          | 1           | 0               | 0               | 0                 | 0                 | 14    | 1     |
| Sous-total            | Sous-total             | Sous-total            | 14          | 1           | 0               | 0               | 0                 | 0                 | 14    | 1     |
| 2005-2006             | KSV Sottegem           | Promotion             | 26          | 9           | 0               | 0               | 0                 | 0                 | 26    | 9     |
| 2006-2007             | KSV Sottegem           | Promotion             | 23          | 9           | 1               | 0               | 0                 | 0                 | 24    | 9     |
| Sous-total            | Sous-total             | Sous-total            | 49          | 18          | 1               | 0               | 0                 | 0                 | 50    | 18    |
| 2007-2008             | KSK Sint-Paulus Opwijk | Promotion             | 5           | 0           | 0               | 0               | 0                 | 0                 | 5     | 0     |
| Sous-total            | Sous-total             | Sous-total            | 5           | 0           | 0               | 0               | 0                 | 0                 | 5     | 0     |
| Total sur la carrière | Total sur la carrière  | Total sur la carrière | 149         | 32          | 3               | 0               | 1                 | 0                 | 153   | 32    |